# Juraj Drašković von Trakošćan
Pour les articles homonymes, voir Drašković.
Juraj Drašković von Trakošćan (croate : Juraj Drašković Trakošćanski ; né à Bilina près de Knin en Croatie, alors joint avec la Hongrie, le 5 février 1525, et mort à Vienne le 31 janvier 1587) est un cardinal croate du XVIe siècle. Il est le neveu du cardinal Giorgio Martinuzzi (croate : Juraj Utješinović Martinušević),  O.S.P.P.E. (1551).

## Repères biographiques
Drašković étudie à Cracovie, Vienne, Bologne et Rome. Ses études sont financées par son oncle-cardinal. Il est chanoine à Nagyvárad, prévôt à Pozsony (Pressbourg, aujourd'hui Bratislava, Slovaquie), protonotaire apostolique et conseiller royal. En 1558 il est nommé évêque de Pécs par Ferdinand Ier du Saint-Empire. Drašković est le confident et le confesseur de l'empereur Ferdinand Ier, qui l'envoie à la cour impériale d'Augsbourg en 1559. Mgr Drašković participe au concile de Trente comme ambassadeur de Ferdinand Ier en 1562-1563. En 1564 il est transféré au diocèse de Zagreb et est  ban de la Croatie, Dalmatie et Slavonie. En 1578 il est transféré au diocèse de Györ et est nommé grand chancelier et vice-régent de la Hongrie. En 1582 enfin il est promu à l'archidiocèse de Kalocsa-Bacs. 
Drašković est créé cardinal par le pape Sixte V lors du consistoire du 18 décembre 1585. Il ne reçut jamais de titre.
Il est l'oncle d’Ivan II. Drašković de Trakošćan (en hongrois II. Draskovits János), ban de Croatie, et époux d’Eva, fille du baron Nicolas Istvánffy (1538-1615), historien et vice-palatin de Hongrie.